# Johan Schmier
Hyginus Johannes Jacobus Gerardus (Johan) Schmier (Leiden, 5 januari 1852 – Schoterland, 21 april 1915) was een Nederlands baszanger en koordirigent en ook op bescheiden schaal componist.
Hij was zoon van koopman Johannes Hermanus Hendrikus Schmier en Engelina Catharina Cornilia van Wensen, wonende aan de Donkersteeg te Leiden. Zelf trouwde hij met pianiste Jozephina Maria Kerstens (1871-1934).
Zijn eerste muziekonderwijs kreeg hij van de pastoor van de Laurenskerk te Rotterdam, Nicolaas Franciscus Taverne. Ook op het rooms-katholieke gymnasium te Katwijk werd zijn belangstelling voor kerkmuziek ontwikkeld. Hij zou echter voorbestemd zijn voor een baan in de handel. Hij volgde in de voetsporen van zijn vader en werkte als handelsreiziger. Zo werkte hij enige tijd bij de Firma Catz te Nieuwe Pekela. In die periode vond ook zijn eerst bekende optreden plaats; in januari 1877 zong hij bij een officiële plechtigheid in Leidse Vrouwekerk.
Toen hij achtentwintig jaar was, wendde hij zich geheel tot de muziek. Hij nam les bij muziekleraar en bariton Guillaume Alexandre Jean Goudal in Den Haag, Henri Warnots in Brussel (hij zong ook in de Koninklijke Muntschouwburg) en Léon Gresse in Parijs. Eenmaal terug in Nederland sloot hij zich aan bij het Opera-Gezelschap van Johannes George de Groot (seizoen 1887). 
In 1891 werd hij dirigent van de liedertafel Kunst en Broederschap in Amsterdam, alwaar hij ook zanglessen gaf. Het jaar daarop vertrok hij weer naar Parijs voor kerkzang en docentschap aan een theaterschool. In het seizoen 1893/1894 was hij weer verbonden aan het gezelschap van De Groot, de jaren daarop (1895-1897) aan de Nederlandse Opera van  Cornelis van der Linden. In 1897-1898 wederom bij De Groot (Noord- en Zuidnederlandse opera, dat al snel failliet ging). Schmier vertrok naar Antwerpen en weer naar Parijs, keerde terug naar Nederland en zong in bijna elke belangrijke Nederlandse stad. In 1902 vierde hij zijn 25-jarig bestaan als zanger.
In zijn carrière trad hij op in diverse opera's en concerten in binnen- en buitenland, maar het werd nooit een stabiele loopbaan. Een probleem vormde zijn naar verluidt onbuigzame stem (ongeschikt voor hoge registers). Desalniettemin zong hij tussen 1889 en 1912 acht keer bij het Concertgebouworkest, onder meer onder leiding van de dirigenten Bernard Zweers en Willem Kes.
Schmier schreef ook een aantal humoristische werkjes, meest voor zangstem en piano. Hij gebruikte daarbij soms de pseudoniemen J. Peakeln (anagram N-Pekela, aangevuld door de voorletter) en J. Reimsch (anagram van J. Schmier), te noemen zijn Het gebroken glas, De leeuw, De verstrooide minnaar, De zelfmoordenaar (op tekst van Piet Paaltjes) en Ode aan de stokvis (op tekst van Koos Speenhoff). Sommigen werden gebundeld in Proeve van eene naturalistische muziek. Het bekendst werd echter zijn toonzetting bij Jantje zag eens pruimen hangen of wel De pruimeboom, de tekst van Hieronymus van Alphen. Bij een van de eerste drukken daarvan schreef Schmier dat hij het in 1879 schreef nog werkend voor Catz, tijdens een treinrit tussen Heerenveen naar Zwolle.
Voorts schreef hij recensies voor het blad 'T Geeltje (1895-1896) en Biografieën in de kunstwereld (1897). In 1977 dook van het een plakboek op met zijn (gekleurde) levensverhaal.
In 1912 woonde hij nog in Amsterdam, maar trouwde voor de gemeente Schoterland met pianiste en muzieklerares Kestens. Het echtpaar ging vervolgens wonen en werken aan Nieuweburen 151 te Heerenveen, toen nog dorp binnen de gemeente Schoterland. Hij overleed er in 1915 aan de gevolgen van een bloedvergiftiging.
In Amsterdam bestond vanaf 1916 tot minstens de jaren vijftig een Mannenkoor Johan Schmier. Hij verzorgde wel optredens in het Concertgebouw (in 1933 bijvoorbeeld de Missa in honorem Sanctissimae trinitatis van Hubert Cuypers) en concertzaal Tivoli in Kopenhagen.
- Bibliothèque nationale de France: cb103312394 (data)
- Gemeinsame Normdatei: 1053185537
- International Standard Name Identifier: 0000 0003 9027 4023
- Nederlandse Thesaurus van Auteursnamen: 070899339
- Virtual International Authority File: 283819111
- WorldCat: E39PBJjXkQBbMRCwy3DFgmBpT3